# Rumbwege
Rumbwege är ett periodiskt vattendrag i Burundi.   Det ligger i provinsen Makamba, i den södra delen av landet, 120 kilometer sydost om huvudstaden Bujumbura.
Omgivningarna runt Rumbwege är en mosaik av jordbruksmark och naturlig växtlighet. Runt Rumbwege är det ganska tätbefolkat, med 93 invånare per kvadratkilometer.